# Carisey
Carisey ist eine französische Gemeinde mit 375 Einwohnern (Stand 1. Januar 2022) im Département Yonne in der Region Bourgogne-Franche-Comté (vor 2016 Bourgogne). Sie gehört zum Arrondissement Auxerre (bis 2017 Avallon) und zum Kanton Chablis (bis 2015 Flogny-la-Chapelle).

## Geografie
Carisey liegt etwa 24 Kilometer ostnordöstlich von Auxerre am Flüsschen Cléon. Umgeben wird Carisey von den Nachbargemeinden Villiers-Vineux im Norden, Flogny-la-Chapelle im Osten und Nordosten, Dyé im Süden und Osten sowie Méré im Westen und Südwesten.

## Bevölkerungsentwicklung
| Jahr                      | 1962 | 1968 | 1975 | 1982 | 1990 | 1999 | 2006 | 2013 |
| Einwohner                 | 288  | 271  | 273  | 227  | 243  | 317  | 373  | 371  |
| Quelle: Cassini und INSEE |      |      |      |      |      |      |      |      |

## Sehenswürdigkeiten
- Kirche Notre-Dame-Saint-Vincent aus dem 16. Jahrhundert

## Persönlichkeiten
- Louis-Victor Baillot (1793–1898), französischer Soldat, letzter französischer Veteran der Schlacht bei Waterloo, lebte viele Jahre in Carisey und starb dort.
- Eugène Protot (1839–1921), Orientalist, Jurist und Figur der Pariser Kommune, hier geboren